# Paris-Saclay
Paris-Saclay è un polo scientifico e tecnologico, attualmente in costruzione, a circa 20 km sud di Parigi in Francia.
Comprende strutture di ricerca, università, istituti di scuola superiore (grandes écoles), centri di ricerca di imprese private e centinaia di imprese; operanti nei settori delle tecnologie dell'informazione e della comunicazione, della salute, dell'efficienza energetica, dell'aerospaziale, della difesa, della sicurezza e della mobilità.
Nel 2013 Technology Review ha inserito Paris-Saclay nei migliori 8 quartieri di ricerca tecnologica del mondo. Nel 2014, comprende quasi il 15% della capacità di ricerca scientifica francese.

## Territorio
Paris-Saclay si estende su 2 dipartimenti francesi – Essonne e Yvelines –, su 4 Intercomunalità – CA Paris-Saclay e CC Pays de Limours in Essonne e CA Saint-Quentin-en-Yvelines e CA Versailles Grand Parc in Yvelines – e su 27 comuni francesi. Il nome proviene dall'omonimo altopiano (plateau de Saclay), situato a cavallo di diversi comuni, tra cui Saclay.
Paris-Saclay comprende 3 territori strategici:
- il campus urbain, costruito dagli attori scientifici storici (Université Paris-Sud, École polytechnique, CEA, Supélec), in particolare sui comuni di Massy, Palaiseau, Orsay, Gif-sur-Yvette, Saclay e Saint-Aubin; zona sud del plateau de Saclay.
- Saint-Quentin-en-Yvelines, costruito a prossimità di Guyancourt; zona ovest del plateau de Saclay.
- Versailles Satory, costruito a prossimità del castello e del centro storico di Versailles e dell'altopiano di Satory; zona nord del plateau de Saclay.

## Cifre chiave
- 430.000 abitanti
- 265.000 posti di lavoro
- 71.000 stabilimenti
  - di cui 45.000 nella ricerca e sviluppo
- 15% della ricerca scientifica francese
- 10 discipline scientifiche
- 300 laboratori
- 65.000 studenti

## Università
Università
- Università Parigi-Saclay
- Università Paris XI - Paris-Sud
- Università di Versailles Saint Quentin en Yvelines (UVSQ)
- Università di Évry-Val d'Essonne (UEVE)

Grandi scuole
- École polytechnique (X)
- École des hautes études commerciales de Paris (HEC)
- Institut d'optique Graduate School (IOGS/IOTA)
- École nationale supérieure de techniques avancées (ENSTA ParisTech)
- École polytechnique universitaire de l'université Paris-Saclay (Polytech Paris-Saclay)
- École supérieure des techniques aéronautiques et de construction automobile (ESTACA)
- École nationale de la statistique et de l'administration économique (ENSAE ParisTech)
- CentraleSupélec (CS)
- Institut Mines-Télécom (IMT)
- Télécom ParisTech (ENST)
- École normale supérieure Paris-Saclay (ENS Paris-Saclay)
- Institut des sciences et industries du vivant et de l'environnement (AgroParisTech)

## Ricerca
Organismi di ricerca
- Centre national de la recherche scientifique (CNRS)
- Office national d'études et de recherches aérospatiales (ONERA)
- CEA Saclay
- Institut de physique théorique (IPhT)
- Institut national des sciences et techniques nucléaires (INSTN)
- Institut international de l'énergie nucléaire (I2EN)
- Institut de recherche sur les lois fondamentales de l'univers (Irfu)
- Institut des Hautes Études Scientifiques (IHES)
- Sincrotrone SOLEIL
- Institut national de recherche en informatique et en automatique (INRIA)
- Institut national de la recherche agronomique (INRA)
- DGA Essais propulseurs
- NeuroSpin
- Laboratoire de recherche en informatique (LRI)
- Laboratoire d'informatique pour la mécanique et les sciences de l'ingénieur (LIMSI)
- Laboratoire de génie électrique de Paris (LGEP)
- Institut d'électronique fondamentale (IEF)
- Institut d'astrophysique spatiale (IAS)
- Laboratoire Aimé-Cotton (LAC)
- Laboratoire des sciences du climat et de l'environnement (LSCE)
- Pôle commun de recherche en informatique (PCRI)
- Institut de recherche technologique SystemX (IRT SystemX)

## Aziende
Tecnologie dell'informazione e della comunicazione
Nel settore delle tecnologie dell'informazione e della comunicazione vi sono più di 550 imprese (tra pubbliche e private, compresi i centri di ricerca) e 32.000 posti di lavoro. Tra le aziende vi sono:
- Alstom Grid
- ANSYS
- Archos
- Blizzard Entertainment
- Bull
- Capgemini-Prosodie
- Casio
- CEA Saclay
- Dassault Systèmes
- Ericsson France
- Euriware
- Hewlett-Packard
- Honeywell
- Nokia
- Sagem Défense Sécurité
- SERMA Ingénierie
- Siemens
- SFR
- Sopra Steria
- Telehouse
- Teratec
- Thales Electron Devices
- Videojet
- Wincor Nixdorf

Salute
Nel settore della salute vi sono più di 130 imprese (tra pubbliche e private, compresi i centri di ricerca) e 15.000 posti di lavoro. Tra le aziende vi sono:
- Bertin Pharma
- Boston Scientific
- GlaxoSmithKline
- Leo Pharma
- Malakoff Médéric
- Medline Internationale
- Menarini
- PerkinElmer
- Sanofi

Efficienza energetica
Nel settore dell'efficienza energetica vi sono più di 130 imprese (tra pubbliche e private, compresi i centri di ricerca) e 28.000 posti di lavoro. Tra le aziende vi sono:
- ABB
- Air Liquide
- Alstom
- Bouygues Energie
- Commissariat à l'énergie atomique et aux énergies alternatives (CEA)
- CGG Veritas
- Électricité de France
- Euriware
- Forenson
- General Electric
- Honeywell
- Itron
- Orano Projets
- Saipem
- Schneider Electric
- Siemens
- Soitec
- Solems
- Technicatome
- Vedecom
- Westinghouse Electric Company

Aerospaziale, difesa e sicurezza
Nei settori dell'aerospaziale, della difesa e della sicurezza vi sono più 200.000 posti di lavoro diretti o indiretti. Tra le aziende vi sono:
- Airbus Group
- Arquus
- Assystem
- Atermes
- Bertin Technologies
- Centre d'essais des propulseurs (CEPR)
- Dassault Systèmes
- Emitech
- Nexeya Systems
- Nexter
- Office national d'études et de recherches aérospatiales (ONERA)
- Proengin
- Safran
- Sagem
- Segula Technologies
- Sofradir
- Souriau
- Thales
- ThalesRaytheonSystems
- UTC Aerospace
- Zodiac Data Systems

Mobilità
Nel settore della mobilità vi sono più di 130 imprese (tra pubbliche e private, compresi i centri di ricerca) e 28.000 posti di lavoro. Tra le aziende vi sono:
- Akka Technologies
- Altran
- Ansaldo STS
- BMW
- Bridgestone
- Bureau Veritas
- CEA List
- Citroën Racing
- FIAT
- Hertz
- Gruppo Altran
- Gruppo PSA
- Lear Automotive
- Magneti-Marelli
- Mercedes-Benz
- Nissan
- Peugeot Sport
- Renault
- Renault Sport
- Renault Trucks
- Schindler Group
- Segula Technologies
- SKF
- Valeo
- Vedecom
- Volvo Trucks
- Yazaki